# 856 Backlunda
856 Backlunda
856 Backlunda là một tiểu hành tinh ở vành đai chính. Nó được S. Beljavskij phát hiện ngày 3.4.1916 ở Simeiz (Krym, Ukraina), và được đặt theo tên Johan Oskar Backlund (Oscar Andreevich Backlund), nhà thiên văn học người Nga-Thụy Điển.